# 2085 Henan
Henan (asteróide 2085) é um asteróide da cintura principal, a 2,4656665 UA. Possui uma excentricidade de 0,0861652 e um período orbital de 1 618,79 dias (4,43 anos).
Henan tem uma velocidade orbital média de 18,13257207 km/s e uma inclinação de 3,83172º.